# Monstera tablasensis
Monstera tablasensis — вид квіткових рослин з родини кліщинцевих (Araceae).

## Розповсюдження
Місцем проживання цього виду є Коста-Рика. Ця рослина росте переважно у вологому тропічному біомі.